# Госсек, Франсуа-Жозеф
Франсуа́-Жозе́ф Госсе́к (фр. François-Joseph Gossec; 17 января 1734, Вернье, Бельгия, — 16 февраля 1829, Пасси, Франция) — французский композитор, автор опер, симфоний, хоровых работ и произведений для струнного квартета.
Карьера Госсека отражает изменение социального положения парижского музыканта в период между серединой XVIII и началом XIX веков. Он начал писать симфонии и камерную музыку в качестве придворного композитора, а затем занялся самостоятельной организацией концертов, одинаково успешно проводя их как для Парижской Оперы, так и для широкой публики. Кроме того, Госсек смог опубликовать некоторые из собственных сочинений. Он стал одним из передовых представителей французской революции в музыкальном искусстве. Госсек, сумел оказать влияние на музыкантов как профессор композиции в консерватории, однако политическая нестабильность, возникшая в результате перемены правительства, помешала его карьере.

## Биография

### Ранние годы и обучение (до 1751 года)

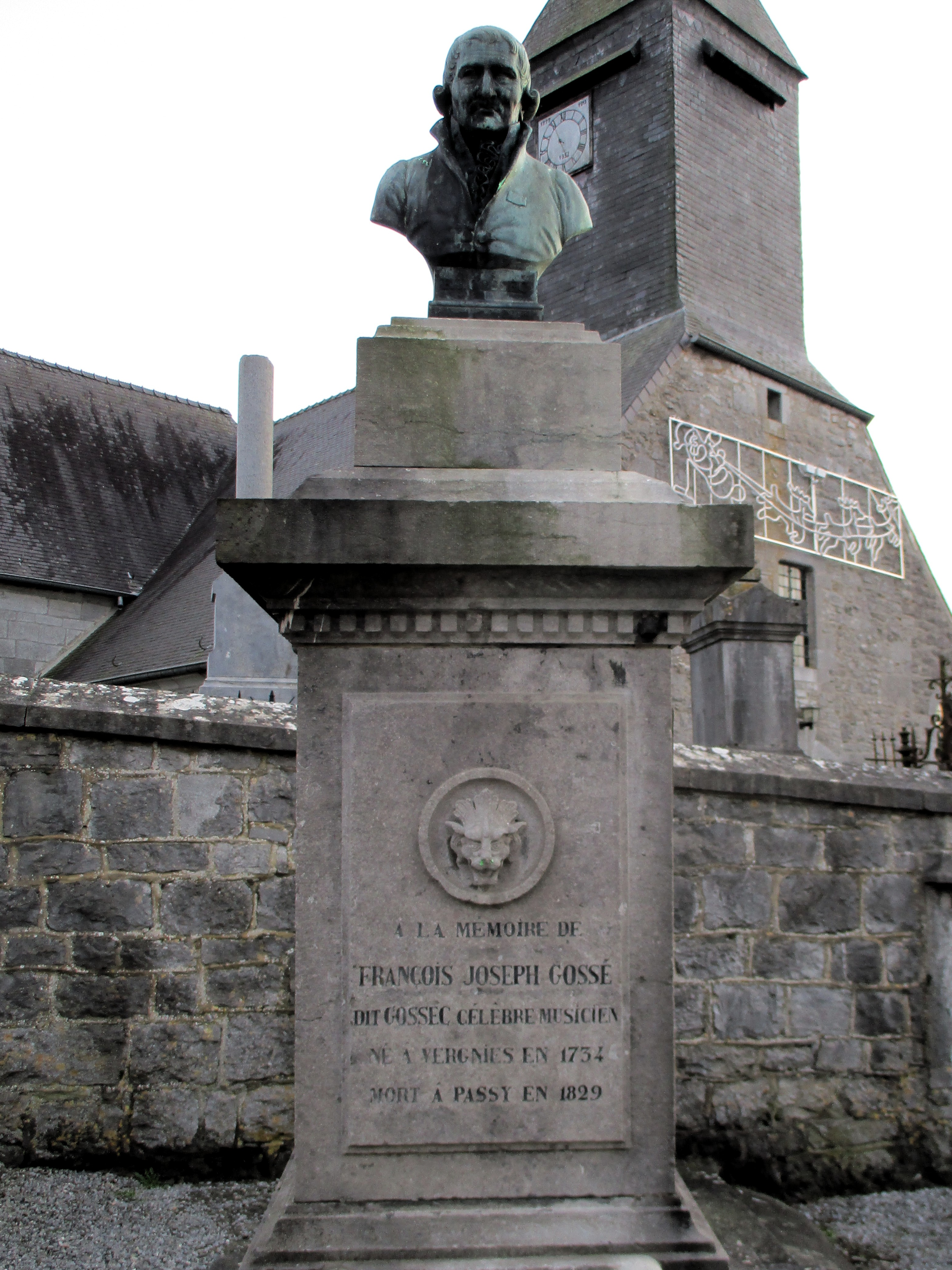
Памятный бюст Госсеку в Вернье

Родился в семье крестьянина в деревне Вернье, тогда находившейся на территории эксклава Франции в Австрийских Нидерландах, ныне Бельгии. Уже в раннем детстве проявился музыкальный талант Госсека, и, по общему мнению, он обладал красивым голосом. С шестилетнего возраста Госсек начал петь в коллегиальной церкви Валькур (сейчас — коммуна в Валлонии, расположенная в провинции Намюр, округ Филиппвиль; принадлежит Французскому языковому сообществу Бельгии). Его первым педагогом, который давал уроки скрипки, клавесина, гармонии и композиции, стал Жан Вандербелен — директор часовни Сен-Пьер. В 1742 году Госсек стал певчим в соборе Антверпена, где он продолжил своё музыкальное обучение с Андре-Жозефом Блавиером.

### Карьера в Париже (1751–1789 годы)
В 1751 году Госсек переехал в Париж, где его заметил композитор Жан-Филипп Рамо. Под его влиянием Госсек стал работать скрипачом и басистом в частном оркестре генерального откупщика Ла Пуплиньера, покровителя музыкантов. В 1755 году Госсек заменил Иоганна Стамица в должности руководителя оркестра вплоть до смерти Ла Пуплиньера в 1762 году.
В качестве придворного музыканта Госсек сочинил и опубликовал свои первые опусы: Шесть сонат для двух скрипок и баса (c 1753), Шесть дуэтов для флейты или скрипки (c 1754) и 24 симфонии в четырёх частях (1756—1762), первая из которых была исполнена в 1754 году.
11 октября 1759 года Госсек женился на Мари-Жорж Элизабет. Их единственный ребёнок, Александр Франсуа-Жозеф, был крещён 29 декабря 1760 года; крёстными стали Ла Пуплиньер и его жена. В том же году Госсек сочинил Мессу царства мёртвых — первое из многих своих религиозных произведений.
С 1761 года композитор проявил свою заинтересованность яркими театральными эффектами, сочинив серии сценических произведений, первым из которых стало интермеццо для частного театра принца Конти. В 1762 году он был назначен директором частного театра Луи-Жозефа де Бурбона, принца Конде, в Шантильи. В этот период наибольший успех ему принесли пастиччо «Бондарь» (фр. Le Tonnelier) (1765), а также комические оперы «Рыбаки» (фр. Les pêcheurs) (1766) и «Туанон и Туанетта» (фр. Toinon et Toinette) (1767). Сюжеты этих опер написаны в простом и грациозном стиле, однако каждая из них имеет свои достоинства и недостатки. Если ариетты из оперы «Бондарь» написаны в скромном масштабе с использованием песенных мелодий, то ариетты таких опер, как «Рыбаки» и «Туанон и Туанетта» имеют гораздо более крупные размеры. В «Рыбаках» Госсек жертвует драматическим потенциалом сюжета, однако в то же время он достигает большого разнообразия в оркестровке. «Рыбаки» оказались самой успешной оперой, выдержав более чем 160 представлений до 1790 года; опера «Туанон» исполнялась в Голландии, Дании, Швеции и Германии. Однако последующие оперы Госсека — «Поддельный владыка» (фр. Le faux lord) (1765) и «Двойное переодевание» (фр. Le double déguisement) (1767) — потерпели неудачи, и после плохого приёма оперы «Развлечения Гиласа и Сильвии» (фр. Les agréments d’Hylas et Silvie) (1768) Госсек отказался от сочинения комических опер. Возможно, он чувствовал себя неуютно, конкурируя с восходящей звездой — Гретри.
Между тем Госсек продолжал писать инструментальные произведения. Сочинения этого периода включают в себя шесть дуэтов для скрипок (op.7, 1765), шесть трио для двух скрипок и баса (Op.9, 1766), а также, по меньшей мере, три секстета для кларнетов, фаготов и рожков (1762-70). В дополнение к камерной музыке Госсек написал 12 симфоний для князей Конде и Конти.

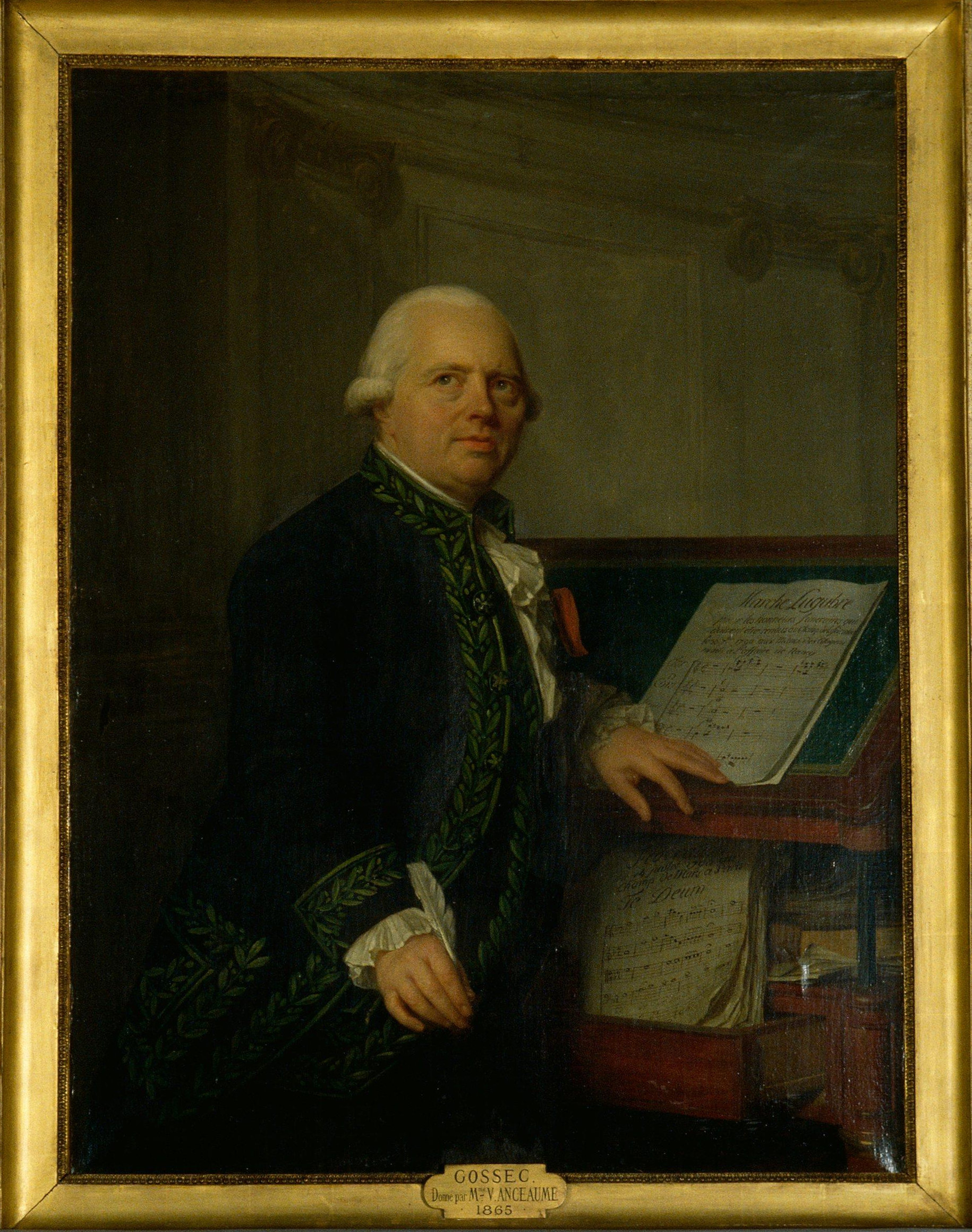
Франсуа Жозеф Госсек. Портрет кисти Антуана Вестье. 1791

В 1769 году Госсек основал оркестр под названием «Концерт любителей», который вскоре приобрел известность как один из лучших оркестров Европы. Этот шаг стал прорывом в карьере Госсека. Помимо того что «Концерт» финансировался генеральным откупщиком Л. Хэем и бароном д’Огни, он поддерживался также и общественными пожертвованиями. Это обеспечивало исполнение новых произведений и предоставляло возможность приглашать артистов. В течение каждого из четырёх лет, проведённых Госсеком в качестве директора оркестра, он дирижировал примерно 12 исполнениями своих симфоний, написанных специально для этого оркестра. Среди них была и «Охота» (фр. La chasse), одно из его самых популярных произведений. В период с 1769 по 1772 Госсек сочиняет 12 струнных квартетов. В последний год своей службы в должности директора «Концерта» Госсек стал первым дирижёром во Франции, взявшим в репертуар оркестра симфонии Гайдна.
В 1773 году Госсек оставил свой пост директора «Концерта любителей», и, совместно с Симоном Ле Дюком и Пьером Гавинье занялся преобразованием музыкального общества «Духовные концерты». В том же году в Версале была поставлена его первая «лирическая трагедия» — «Сабин» (фр. Sabinus). В своих музыкальных и драматических решениях (мифологический сюжет в пяти действиях, сопровождающихся речитативами, короткими ариями, пространными хорами, маршами и дивертисментами), он явно соревновался с лирическими трагедиями Рамо. Появление аллегорической фигуры, «Гений Галлии» (фр. Le génie de la Gaul), который поощряет героя Сабина, предсказывая создание французской империи, явно отражает националистические взгляды Госсека после революции. По словам самого Госсека, репетиции этой оперы начались более чем за год до премьеры. Специально были приглашены дополнительные кларнеты, скрипки и басы; тромбоны в первый раз были введены в состав оперного оркестра. Несмотря на то, что «Сабин» был переделан в версию из четырёх актов для премьеры в феврале 1774, скромный успех Госсека вскоре затмила «Ифигения в Авлиде» Глюка, которая была впервые исполнена 19 апреля того же года.
В последующие годы Госсек, став союзником Глюка, сочинял только пасторали и балеты, один из которых — «Закованные скифы» (фр. Les Scythes enchaînés) (1779), — был написан специально для включения в оперу Глюка «Ифигения в Тавриде». Некоторые из этих успешных балетов были поставлены хореографом Гарделем. Госсек также внёс изменения в третий акт «Альцесты» Глюка для постановки этой оперы в Париже в 1776 году. После того, как Глюк покинул Париж, Госсек возобновил свою работу в опере. Следуя моде в написании лирических трагедий, установленной Люлли и Кино, Госсек в 1782 году написал оперу «Тезей» (фр. Thésée). Он заимствовал арию Эгла «Faites grace à mon âge» у своего предшественника, лишь добавив в её оркестровку партии духовых инструментов. Лирические трагедии Глюка также оказали сильное влияние на «Tезея»: музыкальная структура Госсека обрела ясность, а стиль в ритмическом и гармоническом отношениях стал более изобретательным. Хотя «Tезей» обладает большими достоинствами, чем «Сабин», она выдержала всего 16 представлений, а следующая опера Госсека — «Розина» (фр. Rosine) (1786) — потерпела полный провал.
22 мая 1780 года Госсек был назначен директором Оперы. В январе 1784 года он взял на себя руководство вновь воссозданной Королевской школой пения и декламации в Опере. С тех пор и до начала революции он написал всего шесть симфоний. Его балет «Нога быка» (фр. Le pied de boeuf) (1787) пользовался умеренным успехом в Опере.

### Революционный период (1789–1799 годы)

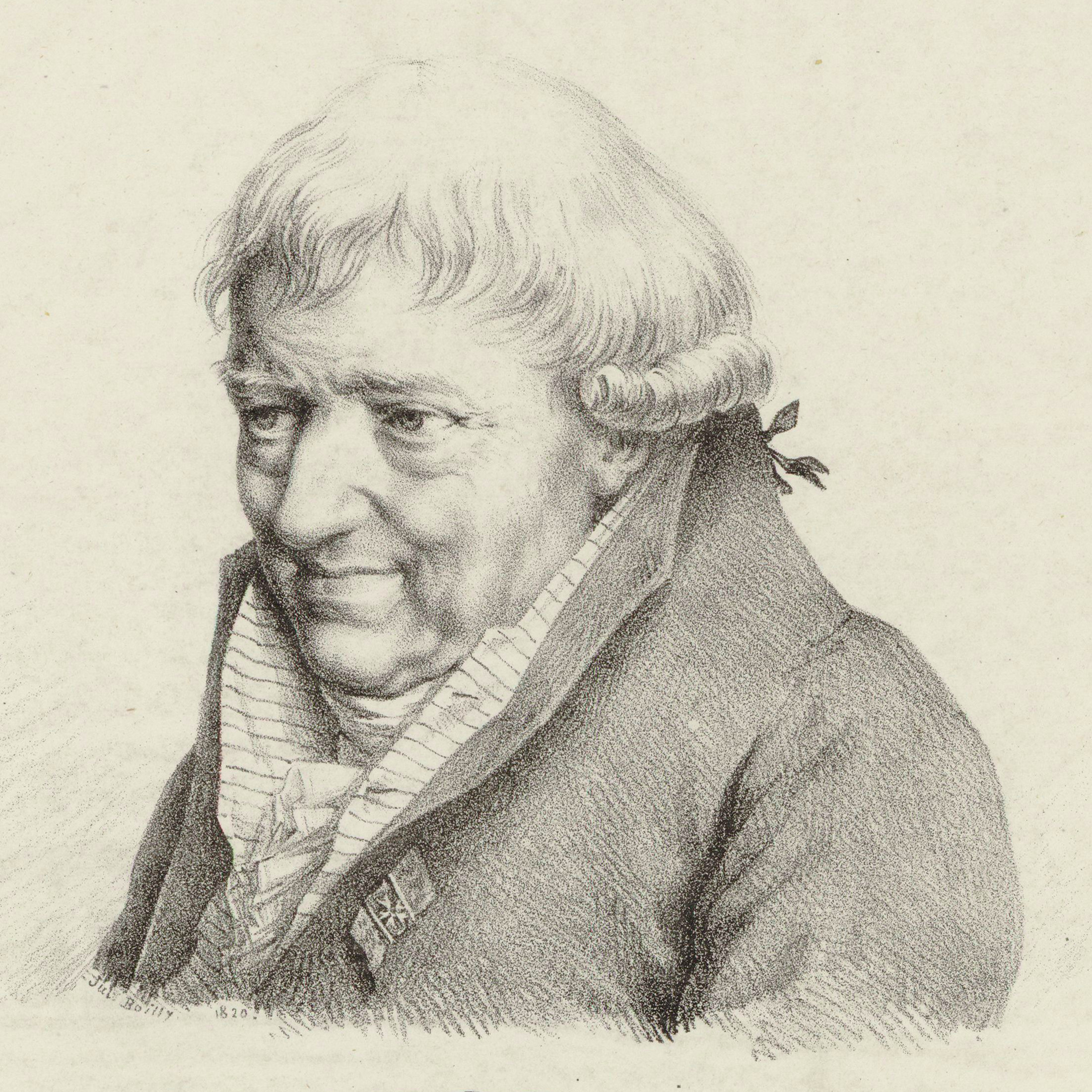
Портрет Госсека работы Жюльена Леопольда Буальи. 1820

Вместе с Мегюлем и Кателем Госсек был одним из ведущих музыкальных деятелей в революционный период. Он ушёл в отставку от обязанностей в Опере в 1789 году. Госсек способствовал созданию «гражданской музыки»: песни, хоры, марши и симфонии для духовых предназначались для исполнения перед народными массами. Эта музыка служила голосом нового режима. В первую годовщину падения Бастилии его «Te Deum» был исполнен на празднике Празднования Федерации 1000 певчими и большим составом оркестра. В 1790 году он также написал «Траурный марш» (Lugubre Marche), который позже использовали на торжественных церемониях — когда останки Вольтера и Руссо были перенесены в Пантеон.
Опера Госсека «Жертва для Свободы» (L’offrande à La Liberte), написанная в 1792 году, повествует о битве между французскими революционерами и их внешними врагами, и завершается она мощным звучанием «Марсельезы»; каждая её строфа отличается своей особой инструментовкой. «Жертва» была исполнена в Опере 143 раз до 1797 года. Это сыграло важную роль в превращении Марсельезы «в самый мощный музыкальный символ своей страны и эпохи».

### Поздние годы (1800–1829 годы)

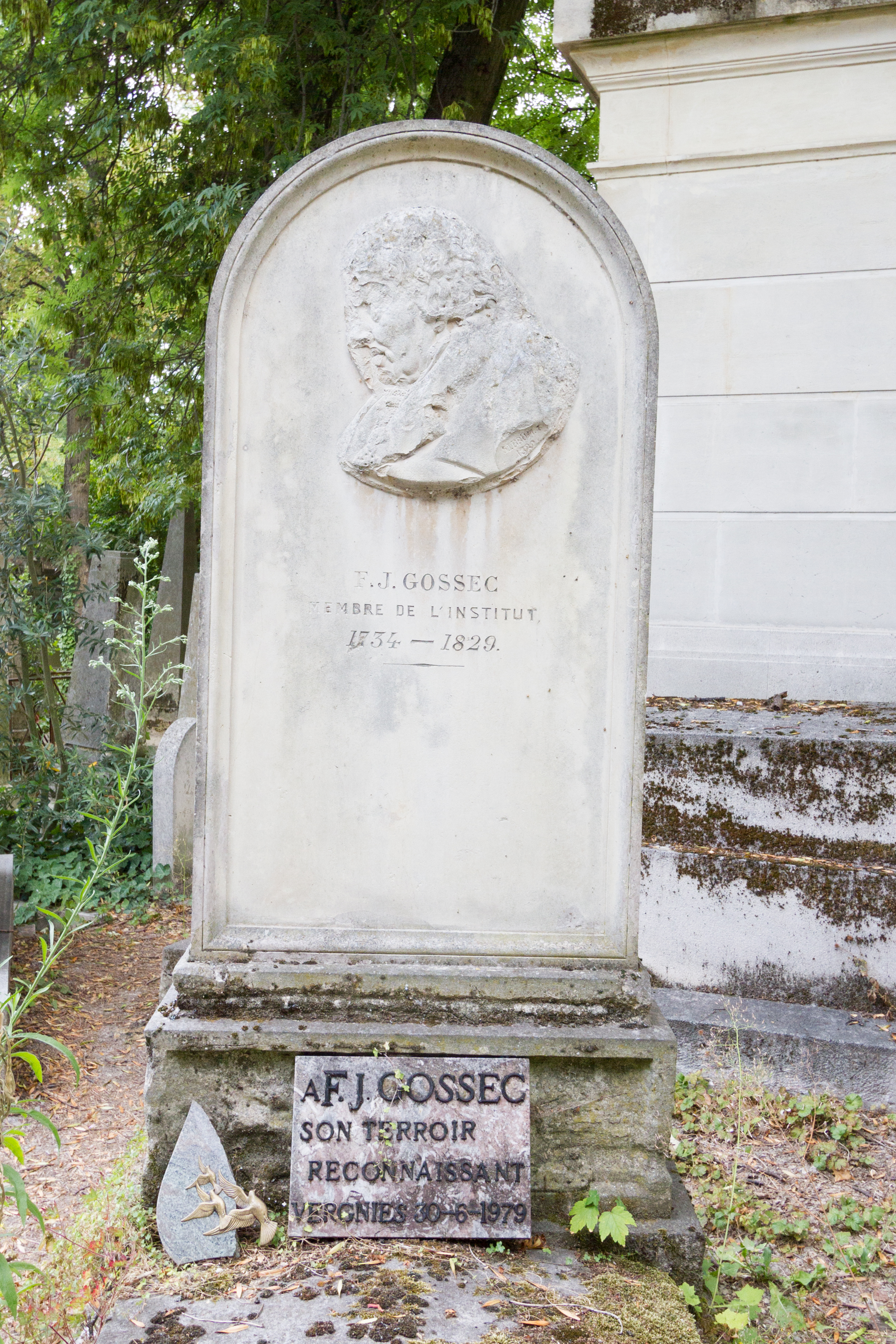
Могила Госсека на кладбище Пер-Лашез

За свою службу, посвящённую становлению нового порядка, Госсеку было присвоено звание «Тиртей Революции» (Tyrtée [Tyrtaeus] de la Révolution). В 1804 году он стал кавалером ордена Почётного легиона.
С вознесения Наполеона и консульства в 1799 году карьера Госсека как композитора фактически закончилась: он написал ещё только два значительных произведения: «Симфония для 17 голосов» (Symphonie à 17 parties (1809) — с менуэтом в форме фуги, и «Последнюю мессу живущих» (Dernière messe des vivants) (1813). Затем Госсек посвятил себя преподаванию, став профессором композиции в консерватории, созданной в 1795 году. Он написал труд о методах обучения пению (в сотрудничестве с другими профессорами), а также трактаты по гармонии и контрапункту для обучения музыкантов в консерватории. Когда Людовик XVIII распустил консерваторию в 1816 году, Госсек потерял работу. Его последние годы прошли в парижском пригороде Пасси.
Франсуа-Жозеф Госсек скончался 16 февраля 1829 года. Панихиду посетили его бывшие коллеги, среди которых был известный композитор Керубини. Могила Госсека находится на кладбище Пер-Лашез в Париже.

## Сочинения

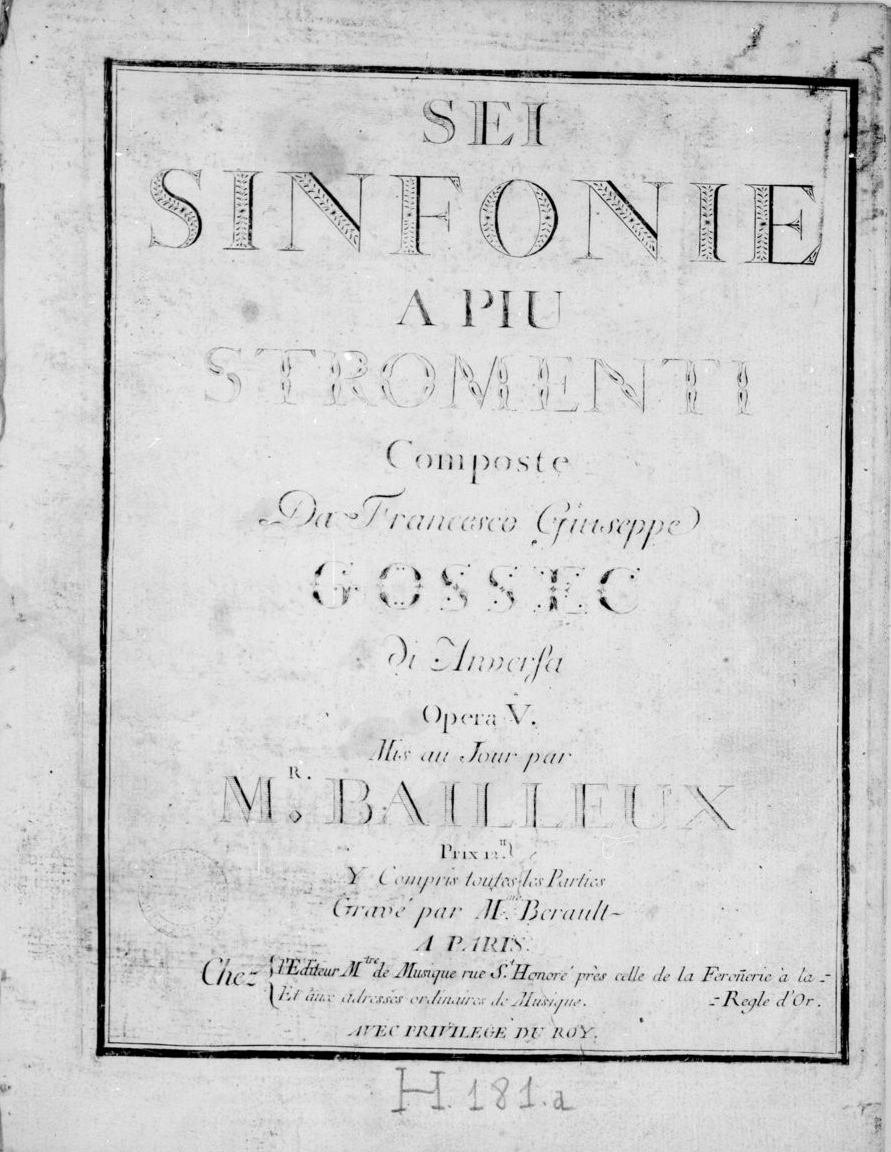
Титульный лист «Шести симфоний для нескольких инструментов», op. 5. Издание 1762 года

### Для оркестра
- 1759 — Sei sinfonie a più strumenti op. 4
- 1761 — Sei sinfonie a più strumenti op. 5
- 1762 — Six symphonies op. 6
- 1769 — Six symphonies à grand orchestre op. 12
- 1773 — Deux symphonies
- 1771—1774 — Symphonie n° 1
- 1771—1774 — Symphonie n° 2
- 1774 — Symphonie en fa majeur
- 1776 — Symphonie de chasse
- 1776 — Symphonie en ré
- 1777 — Symphonie en ré
- 1778 — Symphonie concertante en fa majeur n° 2, à plusieurs instruments
- 1794 — Symphonie en do majeur for wind orchestra
- 1809 — Symphonie à 17 parties en fa majeur

### Камерная музыка
- Sei sonate a due violini e basso op. 1 (ок. 1753)
- Sei quartetti per flauto e violino o sia per due violini, alto e basso op. 14 (1769)
- Six quatuors à deux violons, alto et basse op. 15 (1772)

### Вокальные и хоровые работы
- Messe des morts (Реквием) (1760)
- La Nativité, oratorio (1774)
- Te Deum (1779)
- Te Deum à la Fête de la Fédération для трёх голосов, мужского хора и духового оркестра (1790)
- Hymne sur la translation du corps de Voltaire au Panthéon для трёх голосов, мужского хора и духового оркестра (1791)
- «Песня 14 июня» / Le Chant du 14 juillet (Мари-Жозеф Шенье) для трёх голосов, мужского хора и духового оркестра (1791)
- Dernière messe des vivants, для четырёх голосов, хора и оркестра (1813)

### Оперы
- Le tonnelier, opéra comique (1765)
- Le faux Lord, opéra comique (1765)
- Les pêcheurs, opéra comique en 1 act (1766)
- Toinon et Toinette, opéra comique (1767)
- Le double déguisement, opéra comique (1767)
- Les agréments d’Hylas et Sylvie, pastorale (1768)
- Sabinus, tragédie lyrique (1773)
- Berthe, opera (1775, не сохранившаяся)
- Alexis et Daphné, pastorale (1775)
- Philémon et Baucis, pastorale (1775)
- La fête de village, intermezzo (1778)
- Thésée, tragédie lyrique (1782)
- Nitocris, opera (1783)
- Rosine, ou L'éposue abandonnée, opera (1786)
- «Триумф Республики, или Лагерь при Гранпре» / Le triomphe de la République, ou Le camp de Grandpré, divertissement-lyrique en 1 acte, (Шенье) (1794)
- Les sabots et le cerisier, opera (1803)